# OPR-1000
Le réacteur OPR-1000 est un modèle de réacteur nucléaire à eau pressurisée (REP) d'environ 950 MWe, de conception sud-coréenne développé par Korea Hydro & Nuclear Power (KHNP) et KEPCO. 
Depuis 2015, douze OPR-1000 sont en exploitation commerciale, tous situés en Corée du Sud.

## Historique
L'OPR-1000, initialement désigné comme Centrale Nucléaire Standard Coréenne (CNSC), a été renommé OPR-1000 en 2005 en prévision des ventes à l'étranger. Il a été développé sur la base de la conception du System 80 de Combustion Engineering (CE), dans le cadre d'un accord de transfert de technologie. La conception du cœur du réacteur a été tirée de l'unité 2 de la centrale Arkansas Nuclear One conçue par CE, le système d'alimentation en vapeur nucléaire a été dérivé des unités conçues par CE à la centrale nucléaire de Palo Verde et la conception du bâtiment auxiliaire a été dérivée de l'ancienne unité 1 et 2 de la centrale nucléaire de Yeonggwang (aujourd'hui Hanbit).
Les réacteurs pilotes utilisées pour établir la conception de l'OPR-1000 sont les unités 3 et 4 de la centrale de Yeonggwang (aujourd'hui Hanbit), qui ont été mises en service en 1995 et 1996, respectivement. Les premiers réacteurs désignés officiellement comme OPR-1000 sont les unités 3 et 4 de la centrale d'Ulchin (maintenant Hanul), qui ont été mises en service en 1998 et 1999, respectivement.
KHNP déclare qu'une conception OPR-1000 améliorée a été mise en œuvre dans huit unités :
- Hanbit 5 et 6 (connectées au réseau en 2002)
- Hanul 5 (connectée au réseau en 2004) et 6 (connectée au réseau en 2005)
- Shin-Kori 1 (connectée au réseau en 2011) et 2 (connectée au réseau en 2012)
- Shin-Wolsong 1 (connectée au réseau en 2012) et 2 (connectée au réseau en 2015)

En incluant les unités pilotes 3 et 4 à Hanbit (anciennement Yeonggwang), il y a un total de douze réacteurs OPR-1000, tous localisés en Corée du Sud.
Sur la base de la conception de l'OPR-1000, KEPCO a développé un réacteur amélioré de génération III+, l'APR-1400.

### Événements de sûreté
Le premier dysfonctionnement d'un réacteur OPR-1000 a été constaté le 2 octobre 2012 à 8h10. Shin-Kori 1 a été arrêté après qu'un signal d'alerte a indiqué un dysfonctionnement au niveau des barres de contrôle, selon la KHNP, c'est la première fois que ce réacteur, situé à 450 kilomètres au sud-est de Séoul, a été arrêté en raison d'un dysfonctionnement depuis le début de son exploitation commerciale le 28 février 2011. Une enquête a été ouverte pour déterminer la cause exacte du problème[non neutre][source insuffisante].
En 2012, une enquête est ouverte concernant certaines pièces installées dans cinq réacteurs OPR-1000 dont la certification aurait été falsifiée :
- Hanbit-3 et 4, et Hanul-3 sont autorisés à rester opérationnels en attendant le remplacement des pièces ;
- Hanbit-5 et 6, qui ont un grand nombre de pièces falsifiées, sont arrêtés jusqu'à ce que les pièces puissent être remplacées. Ils sont autorisés à redémarrer début 2013[8].

En avril 2013, quatre autres réacteurs OPR-1000 supplémentaires sont mis à l'arrêt jusqu'au changement des pièces dont les certificats sont falsifiés (impliquant notamment un câblage de contrôle relatif à la sûreté) : Shin-Kori 1 et 2 et Shin-Wolsong 1 et 2 (bien que la construction de Shin-Wolsong 2 soit achevée, le réacteur n'est pas autorisé à démarrer avant que le câblage ne soit remplacé). Après remplacement, Shin-Kori 1 et 2, et Shin-Wolsong 1 sont autorisés à redémarrer en janvier 2014 ; et Shin-Wolsong 2 est connecté pour la première fois au réseau en février 2015, et son exploitation commerciale débute en juillet 2015.

## Liste des réacteurs OPR-1000
Les caractéristiques des réacteurs sont données dans le tableau ci-après, les données sont principalement issues de la base de données PRIS (Power Reactor Information System) de l’Agence international de l'énergie atomique (AIEA).
Base de données établie par l'AIEA qui définit ainsi les termes :
- La puissance nette correspond à la puissance électrique délivrée sur le réseau et sert d'indicateur en termes de puissance installée,
- La puissance brute correspond à la puissance délivrée par l'alternateur (= puissance nette augmentée de la consommation interne de la centrale),
- La puissance thermique correspond, à la puissance délivrée par la chaudière nucléaire

Le début de construction correspond à la date de coulage des fondations du bâtiment réacteur. Une tranche (nom utilisé pour un réacteur complet) est considérée comme opérationnelle après son premier couplage au réseau. La mise en service commercial est le transfert contractuel de l’installation du constructeur vers le propriétaire ; en principe après réalisation des tests réglementaires et contractuels et après fonctionnement continu à 100 % pendant une durée définie au contrat de construction.
La puissance électrique nette initiale était de 950 MWe, et a été progressivement augmentée au cours de temps à l'aide d'améliorations techniques.
| Pays         | Site         | Unité | Puissance   | Puissance   | Puissance        | Début de construction | Première divergence | Premier raccordement au réseau | Mise en service commercial |
| Pays         | Site         | Unité | Nette [MWe] | Brute [MWe] | Thermique [MWth] | Début de construction | Première divergence | Premier raccordement au réseau | Mise en service commercial |
| ------------ | ------------ | ----- | ----------- | ----------- | ---------------- | --------------------- | ------------------- | ------------------------------ | -------------------------- |
| Corée du Sud | Hanbit       | 3     | 983         | 1 041       | 2 825            | 23 décembre 1989      | 13 octobre 1994     | 30 octobre 1994                | 31 mars 1995               |
| Corée du Sud | Hanbit       | 4     | 961         | 1 041       | 2 825            | 26 mai 1990           | 7 juillet 1995      | 18 juillet 1995                | 1er janvier 1996           |
| Corée du Sud | Hanbit       | 5     | 974         | 1 051       | 2 825            | 29 juin 1997          | 24 novembre 2001    | 19 décembre 2001               | 21 mai 2002                |
| Corée du Sud | Hanbit       | 6     | 978         | 1 053       | 2 825            | 20 novembre 1997      | 1er septembre 2002  | 16 septembre 2002              | 24 décembre 2002           |
| Corée du Sud | Hanul        | 3     | 991         | 1 051       | 2 825            | 21 juillet 1993       | 21 décembre 1997    | 6 janvier 1998                 | 11 août 1998               |
| Corée du Sud | Hanul        | 4     | 994         | 1 052       | 2 825            | 1er novembre 1993     | 14 décembre 1998    | 28 décembre 1998               | 31 décembre 1999           |
| Corée du Sud | Hanul        | 5     | 989         | 1 049       | 2 825            | 1er octobre 1999      | 28 novembre 2003    | 18 décembre 2003               | 29 juillet 2004            |
| Corée du Sud | Hanul        | 6     | 987         | 1 049       | 2 825            | 29 septembre 2000     | 16 décembre 2004    | 7 janvier 2005                 | 22 avril 2005              |
| Corée du Sud | Shin-Kori    | 1     | 986         | 1 048       | 2 825            | 16 juin 2006          | 15 juillet 2010     | 4 août 2010                    | 28 février 2011            |
| Corée du Sud | Shin-Kori    | 2     | 982         | 1 047       | 2 825            | 5 juin 2007           | 27 décembre 2011    | 28 janvier 2012                | 20 juillet 2012            |
| Corée du Sud | Shin-Wolsong | 1     | 980         | 1 048       | 2 825            | 20 novembre 2007      | 6 janvier 2012      | 27 janvier 2012                | 31 juillet 2012            |
| Corée du Sud | Shin-Wolsong | 2     | 976         | 1 048       | 2 825            | 23 septembre 2008     | 8 février 2015      | 26 février 2015                | 24 juillet 2015            |